# L’Île-d’Olonne
L’Île-d’Olonne ist eine französische Gemeinde mit 2805 Einwohnern (Stand: 1. Januar 2022) im Département Vendée in der Region Pays de la Loire. Sie gehört zum Arrondissement Les Sables-d’Olonne und zum Kanton Talmont-Saint-Hilaire. Die Einwohner werden Ilais genannt.

## Geografie
L’Île-d’Olonne liegt nahe der Côte de Lumière an der Bucht von Biscaya. Der Fluss Auzance begrenzt die Gemeinde im Norden, die Vertonne im Westen und Süden. L’Île-d’Olonne wird umgeben von den Nachbargemeinden Vairé im Norden und Nordosten, Saint-Mathurin im Osten, Olonne-sur-Mer im Süden und Westen sowie Brem-sur-Mer im Nordwesten.

## Sehenswürdigkeiten
- Kirche Saint-Martin-de-Vertoux
- Empfangsgebäude des Bahnhofs, heutiges Museum
- Schloss Pierre Levée, Ende des 18. Jahrhunderts erbaut
- Salinen

## Gemeindepartnerschaft
Mit der deutschen Gemeinde Heimenkirch in Schwaben (Bayern) besteht eine Partnerschaft.